# Shady Habash
Shady Habash (21 d'agost de 1995 - El Caire, 1 de maig de 2020) va ser un fotògraf i cineasta egipci.
Habash va ser notícia el 2018 arràn de la seva detenció per haver dirigit un videoclip del cantant Ramy Essam, que viu a Suècia a l'exili, on es feia befa del president egipci Abdelfatah Al-Sisi. La canço Balhala  (dàtil), musicava un poema satíric de Galal el-Behairy, que també va ser detingut. Se'l va empresonar sota l'acusació de difondre "informacions falses" i pertinença a "organització il·legal". Des d'aleshores va estar a la Presó de Torà, on va morir l'1 de maig de 2020, segons infirmacions de la Xarxa Àrab per la Informació sobre els Drets Humans (ANHRI).